# メダル・オブ・オナー ライジングサン
『メダル・オブ・オナー ライジングサン』 (Medal of Honor: Rising Sun) は、エレクトロニック・アーツより発売されている太平洋戦争を舞台としたファーストパーソン・シューティングゲーム。公式なジャンルはミリタリーFPS（ファースト・パーソン・シューター） 。日本国内では『メダル・オブ・オナー』シリーズのPlayStation 2版第2作目、ゲームキューブ版では第1作目。日本国外ではXboxでもリリースされている。『メダルオブオナー ライジングサン』と表記されることもある。

## 概要
膨大な歴史資料、現地取材、太平洋戦争専門の研究者の時代考証・監修によって構築され、第二次世界大戦当時の戦場を映像化している。
PlayStation 2版ではインターネット環境で多人数参加型オンラインゲームが可能。またニンテンドー ゲームキューブ版ではゲームボーイアドバンスとも連動し、ゲームボーイアドバンスの画面がレーダーとして使用可能となった。

## 日本語版で変更された内容
- ゲームパッケージのタイトルロゴから日の丸が削除されている。
- デモムービーで表示されるタイトルロゴの背景の十六条旭日旗と英語音声の解説が削除されている。
- オープニングムービーでタイトルロゴが表示される場面で現れる十六条旭日旗が削除され、十六条旭日旗とカレンダーの太陽の光を合わせる演出が削除されている。
- シングルプレイで日本兵が叫ぶ日本語音声が大幅に変更されている。

## 登場人物

### アメリカ海兵隊
ジョセフ・グリフィン ( Joseph Griffin )
主人公。通称ジョー。ペンシルベニア州マザー出身。階級は伍長だが、作中で軍曹に昇格する。学生時代はトップアスリートとして活躍し、高校卒業後に海兵隊に入隊する。配属先のホノルルでは人気者。1歳下の弟にドニー・グリフィンが、妹にメアリー・グリフィンがいる。ハワイ・真珠湾で日本海軍による真珠湾攻撃に遭遇後、フィリピンでの戦闘やガダルカナルの戦いに参加。後にアメリカ軍戦略情報機関OSSに所属しシンガポール、ビルマ（ミャンマー）に潜入、「マレーの虎」と呼ばれ恐れられた日本軍将校「山下奉文将軍」の隠し黄金（山下財宝）について調査指令を受ける……。
ドニー・グリフィン ( Donnie Griffin )
声 - アンドレ・ソグリウゾ
ジョーの弟。階級は一等兵。高校時代はフットボールチームに所属し2年時はレシーバー、3年時はクォーターバックとして活躍、2年連続州タイトルを獲得する。オール・リーグ・チームに指名されたこともある。卒業後は兄の反対を押し切って海兵隊に入隊、フィリピンの工兵部隊に配属された。「フィリピン陥落」で搭乗するM3軽戦車が日本兵に取り付かれジョーらとはぐれ行方不明となるが、後に日本軍の捕虜として生きていたことが判明。その後の行方はゲームでは語られないため不明。
フランシス・ジョバンニ・スピネッリ ( Francis Giovanni Spinelli )
声 - ジョン・カリー
通称フランク。ニュージャージー州ニューヨークのイタリア人家系出身。階級は一等兵。自称色男で「軍服が似合うだろう」という理由で海兵隊に入隊する。
サイラス・アール・ウィットフィールド ( Silas Earl Whitfield )
声 - アダム・ローソン
ケンタッキー州出身。階級は一等兵。1940年に海兵隊に入隊。狙撃の腕は一級品であり、あらゆる種類の射撃術でトップの座を勝ち取った経験を持つ。
ジャック・ロートン ( Jack Lauton )
声 - デイル・ダイ
通称ガニー。階級は砲撃手軍曹。52歳。ピッツバーグの工場を辞めて海兵隊に入隊。第一次世界大戦に参戦した古参兵でパープルハーツ勲章を2回受賞したことがある。愛用武器はショットガン。
エドモンド・ハリソン ( Edmund Harrison )
声 - ロバート・ゲイラー
階級は大尉。「Boom Boom（ボンボン）」の異名を持つ工兵で正気とは思えない訓練も軽々と実践する。橋や建物の破壊で彼の右に出る者はいない。「ヘンダーソン飛行場の攻防」の終盤で橋で負傷したハリソンを救出せずに渡りきると彼は爆発に巻き込まれて死亡する。

### アメリカ戦略情報機関( OSS )
マイケル・ポール・フロイド ( Michael Paul Floyd )
声 - クリストファー・カリー
モンタナ州出身。階級は大佐。作戦発案に天与の才能を持つが、執心しすぎると戦局が見えなくなる欠点も持つ。後にジョーをスカウトする。
イチロー・ハリー・タナカ ( Ichiro "Harry" Tanaka )
英語声  - ユーリ・ローエンタール
ハワイ州ホノルルの日系人居住区出身で日系二世（ニセイ）。階級は一等兵。日系人差別で受けた汚名や侮辱を晴らすために戦略情報機関に入隊。完璧な日本語を武器にブロムリーと共に情報収集に励む。日本兵の変装を得意とし、パイロットとしても優秀。「野望が沈むとき」でジョーとブロムリーが拘束されたときに変装してその場にいたタナカは隙をついてジョーの縄をほどくが背後からシマに軍刀で首を斬られ死亡。その後彼の亡骸はトシカゼと共に海底へ沈む。

### イギリス特殊作戦執行部( SOE )
フィリップ・アンドリュー・ブロムリー ( Phillip Andrew Bromley )
声 - ニック・ジェイムソン
階級は少佐。1932年にシンガポールへ赴任。シンガポールで日本軍に対する破壊工作を行っている。正確な情報を提供したにもかかわらず軍が対策を怠っていることに不満を持っている。大胆な行動をすることが多い。戦闘時にはよく「ステンMk.2」を所持している

### 大日本帝国海軍
シマ・マサタカ ( Masataka Shima )
声 - マコ岩松
階級は中佐。漢字表記は不明。OSSがマークしている重要人物。東アジアで集めた金塊をアドルフ・ヒトラーの側近とソ連軍の将軍に賄賂として渡しヒトラーとヨシフ・スターリンを失脚させ「曇りなき将来の展望を引き継ぐ」ことを企てる。
捕虜となったドニーを管理していたと思われる。「野望が沈むとき」でシマはドニーを連れてトシカゼから脱出するが、その後の行方はゲームでは語られない為不明。

### その他の登場人物
マーティン・クレメンス ( Martin Clemens )
声 - グレッグ・エリス
ガダルカナル島でコーストウォッチャーを連れて偵察活動をしている。オーストラリア人の行政官であり、本作の登場人物中では唯一の実在した人物である。その為、顔や装備はクレメンス本人に大変似ており、写真を基に忠実に再現していることが伺われる。

## ステージ一覧
開戦 - 1941年12月7日8時3分　ハワイ諸島・真珠湾・戦艦カリフォルニア艦内
1941年12月8日の真珠湾。米軍海兵隊に所属するジョセフ・グリフィン伍長は、停泊する米太平洋艦隊海兵隊に所属していた。日曜日の朝、突然の轟音と揺れが戦艦内を襲った。突如艦内を襲った激しい衝撃で目を覚まし、ガニーの指示のもと火災を起こす艦内から辛くも脱出し甲板上に出た主人公は目の前の光景に驚愕する。それは空を覆うばかりの日本軍の飛行機と、黒煙をあげる友軍の戦艦だった…。
真珠湾攻撃 - 1941年12月7日8時17分　ハワイ諸島・真珠湾
魚雷の衝撃で海に投げ出されたジョーは容赦ない機銃掃射をかいくぐりながらガニー・スピネリ・サイラスが乗るPTボートに救出される。彼らはますます激化する日本軍機を迎撃すべくPTボートを走らせた。
フィリピン陥落 - 1942年1月1日9時17分　フィリピン・ブラカン州・カルンピット
フィリピンで苦戦を強いられている中、ジョーは弟ドニーと久しぶりの再会を果たす。しかしそれもつかの間、日本軍に奪われた工兵のトラックを取り返すべく前進を開始する。
深夜の敵前上陸 - 1942年8月6日0時4分　ガダルカナル島
夜明けに開始させる上陸作戦に先駆けてジョーは日本軍の戦力を奪うために静かにボートを進める。
ヘンダーソン飛行場の攻防 - 1942年10月14日14時43分　ガダルカナル島
毎日日本軍からの砲撃にさらされるヘンダーソン飛行場。ジョーはピストル・ピートの偵察に向かったまま行方不明となった部隊を捜索するためにジャングルの奥へ進む。
シンガポールの陰謀 - 1943年3月12日20時32分　シンガポール
ガダルカナル島での活躍でガニーの推薦もあってフロイドからOSSにスカウトされたジョー。軍曹に昇進した彼の任務はシンガポールのラッフルズ・ホテルで行われる枢軸軍の会議への潜入であった。
山下将軍の黄金 - 1944年4月26日17時22分　ビルマ
シンガポールで入手した資料から山下奉文大将がフィリピンなどで奪った金塊をビルマに隠しているという情報をつかんだOSSはジョー達を探索へ向かわせる。
戦場にかける橋 - 1944年7月16日13時25分　タイ
日本軍の輸送列車に金塊が積まれているという情報の元、それを妨害するためにジョー達は橋の爆破へ向かった。ステージ名の元ネタは映画『戦場にかける橋』。
野望が沈むとき - 1944年7月17日6時12分　南シナ海
奪った零式水上偵察機で金塊を輸送していると思われる航空母艦「トシカゼ」に向かうジョー・ブロムリー・タナカ。真相を確かめるべく士官に変装したタナカを筆頭に彼らは潜入を開始する。

## 本作で描かれている日本軍の描写
1. 本作に登場する日本軍は、軍刀、銃剣での突撃攻撃が多い。
プレイヤーが日本軍の兵士に接近をすると接近戦を仕掛けてくる。
士官など、階級が高い兵士はほとんどと言っていいほど、軍刀による突撃をしてくる。この際のダメージはとても大きい[1]。またプレイヤーよりも移動速度が速くなる為、初心者にとっては結構な強敵となる。
2. 海外における、日本軍（日本人）への誤解が多い。
例えばタイの寺院にはあるはずもない日本庭園風な中庭が存在し、そこでは上級士官と思われる日本軍兵士が座禅を組んでおり、プレイヤーが接近するとすばやく立ち上がり、軍刀で切りつけてくる。
ほかにも空母「トシカゼ」[3] の厨房には板前がおり、包丁を投げつけて攻撃してくる。ただ包丁を投げつけるという攻撃方法そのものは前作にも存在している。

## 第2部『メダル・オブ・オナー ライジングサン2』
当初『ライジングサン』の開発ではジョーが主人公の当作品の他にドニーが主人公の第2部が『メダル・オブ・オナー ライジングサン2（Medal of Honor: Rising Sun 2）』という名で計画されており、ウェブサイト、Nintendo INSIDEが2003年7月18日の記事でエレクトロニック・アーツのプロデューサーがその開発を明らかにしたということを報じた。しかし肝心の『ライジングサン』の評価がエレクトロニック・アーツの予想を大きく下回ったため方針が変わり、『ライジングサン2』の開発をキャンセルして『メダル・オブ・オナー ヨーロッパ強襲』の開発に移転することとなった。

## 逸話
- 日本語版『メダル・オブ・オナー』シリーズで唯一テレビCMが制作され放映されている。[4]
- 日本兵が喋る日本語は全て日本人が演じており、担当した声優は県敏哉、アキラ・カネダ、長土居政史、ミツユキ・オオイシ、ジロウ・ワダの5人。

## 関連商品
- メダルオブオナー ライジングサン 公式攻略ガイド（講談社）